# Gud vår Fader, dig vi lovar
Gud vår Fader, dig vi lovar är en psalm med text och musik skriven 1972 av Otis Skillings. Texten översattes till svenska 1976 av Gun-Britt Holgersson.

## Publicerad i
- Segertoner 1988 som nr 681 under rubriken "Bibelvisor och körer".[1]